# Stora Laxtjärnen, Ångermanland
Stora Laxtjärnen är en sjö i Sollefteå kommun i Ångermanland och ingår i Ångermanälvens huvudavrinningsområde. Sjön har en area på 0,0852 kvadratkilometer och ligger 334,2 meter över havet.

## Delavrinningsområde
Stora Laxtjärnen ingår i det delavrinningsområde (704387-157902) som SMHI kallar för Ovan 704501-158059. Medelhöjden är 349 meter över havet och ytan är 8,16 kvadratkilometer. Det finns inga avrinningsområden uppströms utan avrinningsområdet är högsta punkten. Björnbäcken som avvattnar avrinningsområdet har biflödesordning 4, vilket innebär att vattnet flödar genom totalt 4 vattendrag innan det når havet efter 167 kilometer. Avrinningsområdet består mestadels av skog (81 procent) och sankmarker (16 procent). Avrinningsområdet har 0,21 kvadratkilometer vattenytor vilket ger det en sjöprocent på 2,5 procent.